# Mulgedium bracteatum
Mulgedium bracteatum là một loài thực vật có hoa trong họ Cúc. Loài này được (Hook.f. & Thomson ex C.B.Clarke) C.Shih mô tả khoa học đầu tiên năm 1988.